# Wootton Rivers
Wootton Rivers – wieś w Anglii, w hrabstwie Wiltshire. Leży 34 km na północ od miasta Salisbury i 112 km na zachód od Londynu.